# Johann Wolfgang von Goethe
 Johann Wolfgang von Goethe (Frankfurt am Main, 1749. augusztus 28. – Weimar, 1832. március 22.) német író, költő, grafikus, természettudós, művészetteoretikus, jogász és politikus. A német irodalom egyik klasszikusa, a világirodalom egyik legnagyobb költője. A líra, a dráma és az epika műnemében egyaránt remekművek sorát alkotta.

## Élete

### Családja és gyermekkora

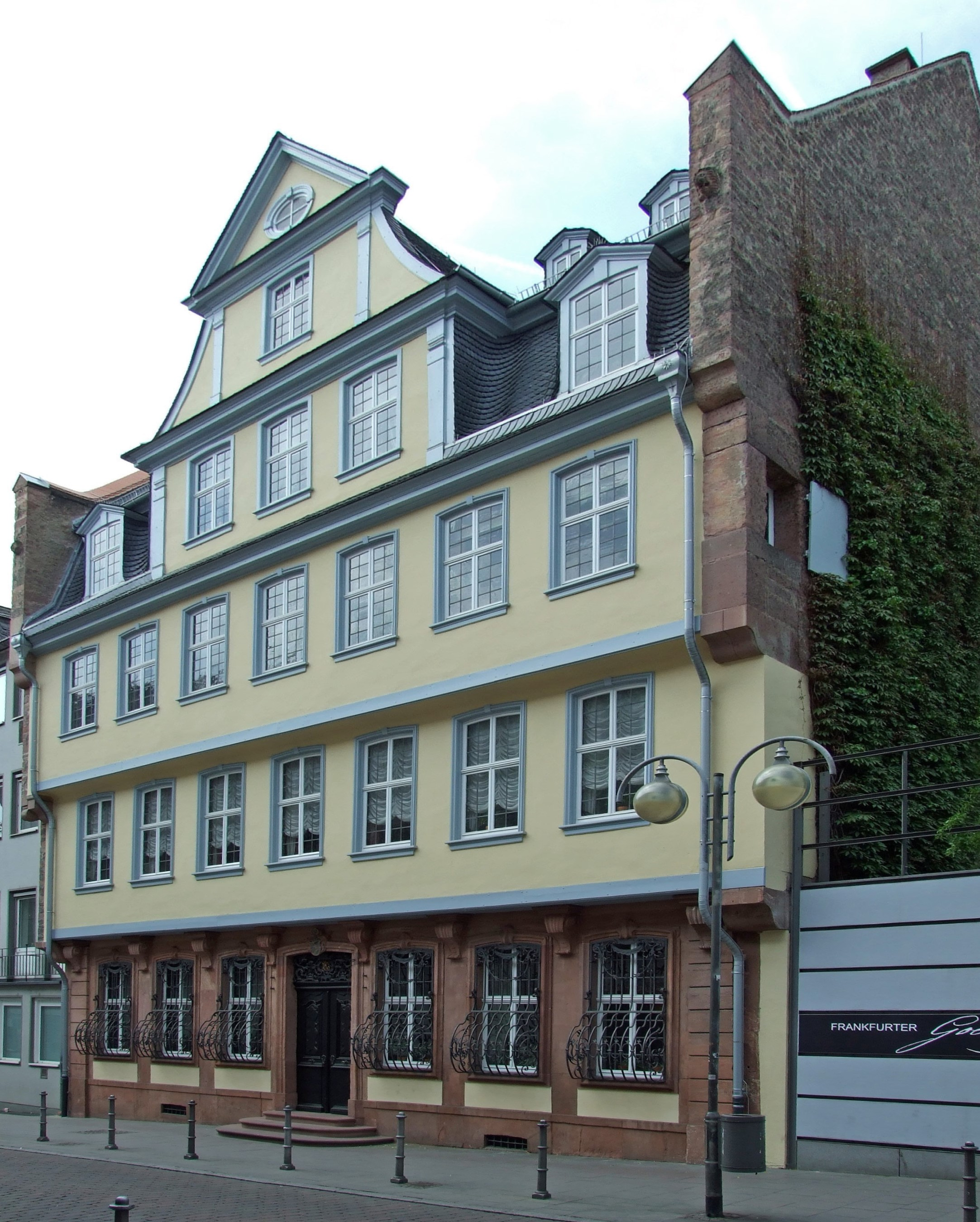
Goethe szülőháza Frankfurtban, Németországban (Grosser Hirschgraben)

Édesapja, Johann Caspar Goethe (Frankfurt, 1710. július 29. – Frankfurt, 1782. május 25.), 38 éves korában, 1748. augusztus 20-án, Frankfurtban feleségül vette az akkor még csupán 17 éves Catharina Elisabeth Textort (Frankfurt, 1731. február 19. – Frankfurt, 1808. szeptember 15.), Johann Wolfgang Textor frankfurti polgármester leányát.
Visszaemlékezéseiből tudjuk, hogy édesapja sokoldalú műveltségű, köztiszteletben álló jogász volt, aki magánvagyonából élt. Egészen a merevségig komoly, rendszerető, szilárd férfiként ismerték. Vele ellentétben édesanyja, a melegszívű asszony, akit természetes vidámságú és derült életfelfogásúként jellemez. Johann Wolfgang első gyermekük volt, hat gyermeke közül csupán ő és egy évvel fiatalabb húga, az 1750-ben született Cornelia Friederica Christiana maradt életben.

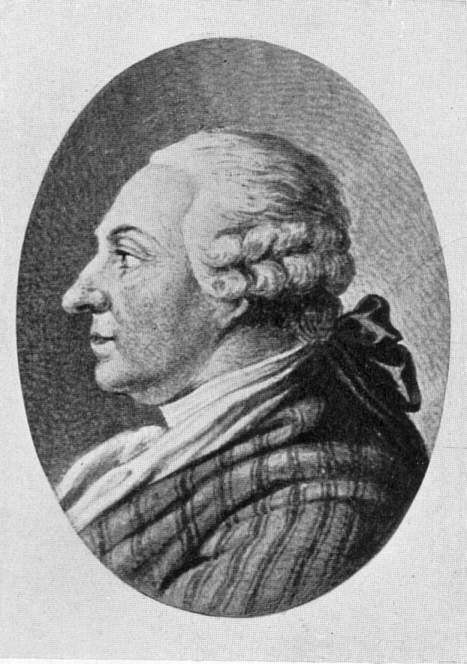
Johann Caspar Goethe, a költő édesapja. Georg Friedrich Schmoll akvarellje, 1775

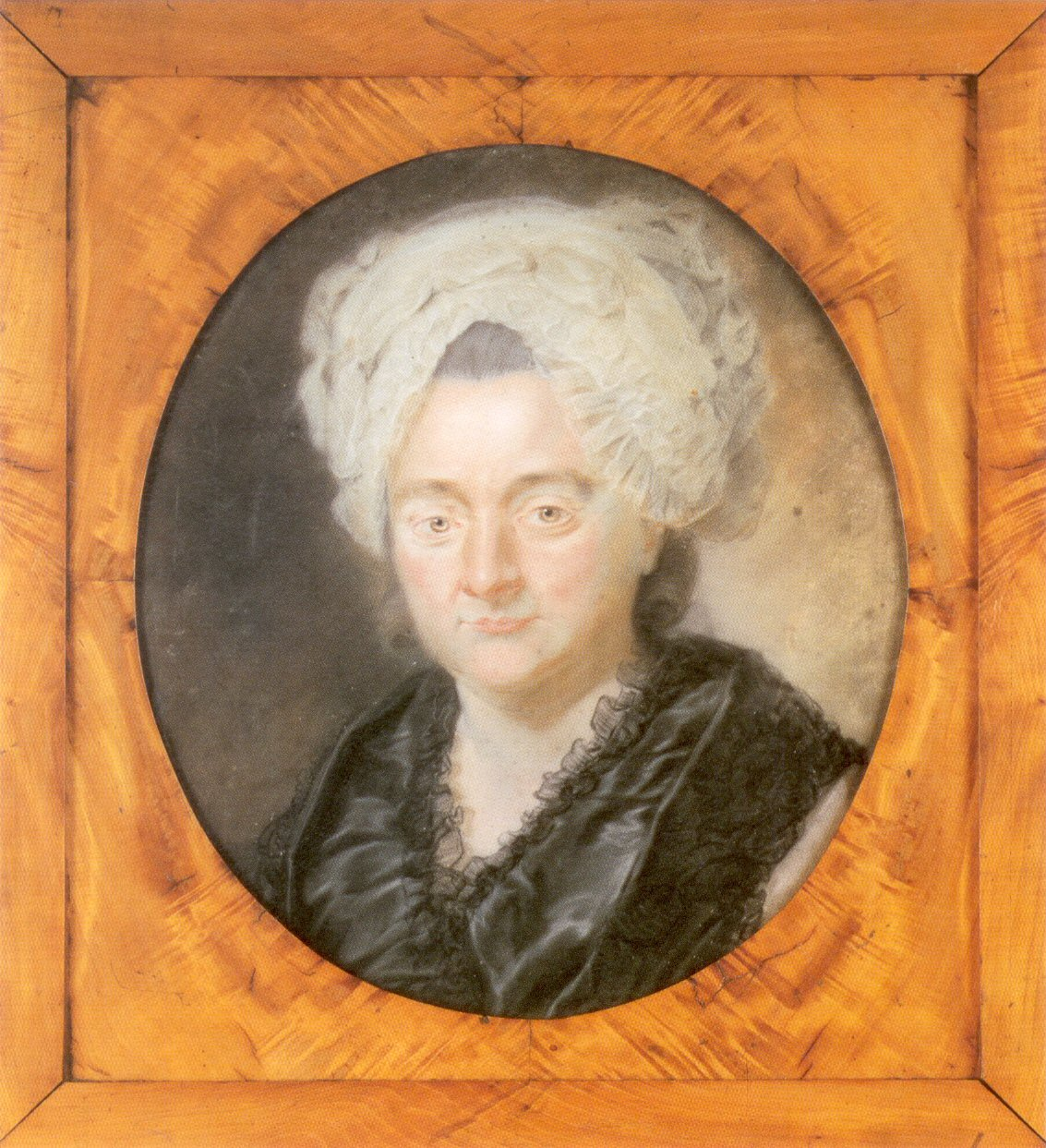
Catharina Elisabeth Goethe, a költő édesanyja (Georg Oswald May portréja, 1776)

Az ifjú Goethének és húgának boldog gyerekkoruk volt a szülői házban. Édesapjuktól és házitanítóktól magánleckéket kaptak, ezen felül tanultak latinul, franciául, ógörögül és angolul is. Goethe későbbi éveiben nagyon fontosnak tartotta az idegen nyelvek ismeretét.
Költői tehetségét, mint ő maga is mondta, édesanyjától örökölte, hiszen gyermekkorában az ő hatása alatt állott.

### Fiatalkora, tanulmányok
Johann Caspar nem szerette volna, ha gyermekeinek az oktatás hiánya miatt ugyanazokat a hátrányokat kellett volna elszenvedniük, mint neki, így taníttatásukról igen magas szinten gondoskodott. Taníttatta rajzolni, úszni, lovagolni, vívni; mindenre, ami egy előkelő ifjú képzettségéhez akkoriban tartozott. Goethe kezdetektől fogva nem kedvelte az egyházat, annak történetét a „tévedések és az erőszak keverékeként” (Mischmasch von Irrtum und Gewalt) jellemezte. Igen szeretett rajzolni, nagyon korán kezdett érdeklődni az irodalom – különösen Friedrich Gottlieb Klopstock és Homérosz művei – iránt. Kedvelte a színházat is, és rajongott a bábszínházért.
Tanulmányai némileg félbeszakadtak, mikor 1759-ben a franciák Frankfurtot megszállták. A Goethe-házhoz egy francia tiszt, Thoranc gróf volt beszállásolva, aki élénken érdeklődött a művészetek iránt, képeket vásárolt, színházba járt, ami az ifjú Goethére is nagy hatással volt. A koraérett gyermek 15 éves korában az életet közelebbről is kezdte megismerni, olyan fiatalemberek társaságába keveredett, akik nem egyszer éjszakai kimaradásra is rávették. Ez időre esik a költő első szerelme, egyik új barátjának nővére, Margit (Gretchen) iránt. Nevét a költő a Faustban örökítette meg.
Apja szép jövőt akart biztosítani a fényes tehetségű gyermeknek, ezért jogi tanulmányokra szánta, bár Goethe szívesebben foglalkozott volna a régészettel. 1765-ben, tizenhat éves korában az ifjú Goethe Lipcsébe került jogot hallgatni, 1768-ig. A jog azonban nem vonzotta, sőt az egyetemi tanulmányok általában sem. Jobban kedvelte Christian Fürchtegott Gellert költészetóráit, amelyeknek rendszeres látogatója volt. A város mind emberként, mind költőként nagy hatással volt rá, szívesen töltötte idejét új, lelkes barátaival, Schlosserrel, későbbi sógorával, és Berisch-sel, egy előkelő ifjú nevelőjével, akik költői tevékenységre buzdították. Addigi irodalmi próbálkozásait mind elégette, korábbi írásai közül csak egyetlen írása maradt meg: Poetische Gedanken über die Höllenfahrt Jesu Christi. Majd újabb lépéseket tett a líra és dráma terén.
Schlosser révén megismerkedett a Frankfurtból ideszármazott borkereskedővel, Schönkopffal, akinek Kätchen (Katica, Anette) nevű leánya szerelemre lobbantotta. Őhozzá írta első rokokó szerelmes verseit, majd 1770-ben név nélkül jelentette meg Annette című versgyűjteményét. A leány viszontszerette, de a fiatal Goethe féltékenységével annyit gyötörte kedvesét, hogy a viszony végül fölbomlott. Ennek emlékeit örökítette meg Die Laune des Verliebten című pásztorjátékában.
Az 1767-68. tanév végén súlyos betegségbe esett, s augusztusban félig betegen hagyta el Lipcsét. A lipcsei tartózkodás kitágította látókörét s fejlesztette műérzékét. Gotthold Ephraim Lessing, Christoph Martin Wieland és Johann Joachim Winckelmann lettek kedvelt olvasmányai s Oeserrel, a művésziskola igazgatójával való érintkezése a képzőművészet dolgaiba avatta be. Lipcsei tartózkodásának eredményei azok a dalok is, amelyeket Leipziger Liederbuch név alatt szoktak említeni, s amelyek Breitkopf által megzenésítve 1770-ben jelentek meg Goethe neve nélkül Lipcsében. Ezek Goethe első kinyomtatott költeményei.
Édesapja nemigen volt megelégedve a jogtudományokban való előmenetelében, és sürgette a tanulmányok folytatását. Csakhogy Goethe betegeskedése ezt lehetetlenné tette, s így kénytelen volt az egész 1769. évet otthon tölteni, ami csak fokozta a feszült viszonyt az apa és fia között. Ezt anyja befolyása és Klettenberg kisasszonynak, anyai barátnőjének társasága enyhítette. Klettenberg pietisztikus irányú nézetei misztikus irományok és az alkímia tanulmányozására késztették Goethét, ennek nyoma is fellelhető Faustban.
1770 tavaszától a straßburgi egyetemre járt, hogy befejezze jogi tanulmányait. Ugyanitt belépett a Sturm und Drang nevű körbe (később művészeti irányzat lett), és nemsokára annak legkiválóbb képviselőjévé vált. Itt ismerkedett meg a Sturm und Drang-korszak többi képviselőjével: társasága előbb Jung-Stilling, Salzmann, később Meyer von Lindau és Lenz voltak. Nagy hatással volt rá Johann Gottfried Herder, aki mint Holstein-Eutin herceg útitársa, szemének operálása végett jött ide. Ő hívta fel Goethe figyelmét Homéroszra, Shakespeare-re és az éppen akkor megjelent Ossziánra. Megismertette a különböző népek költészetével. A képzőművészettel való foglalkozást sem hagyta abba, nagy hatással volt rá a székesegyház is. Goethe ekkorra már az irodalomban is sokat fejlődött. Shakespeare-tanulmányainak eredménye volt a Götz terve. Itt keletkeznek első csírái a Faustnak, és lírája is erős lendületet vett. Goethe gyakran lovagolt ki Elzász falvaiba népdalokat gyűjteni, s egy ilyen útja alkalmával ismerte meg a közeli Sessenheim lelkészének lányát, Friederike Briont. Ez a szerelem ihlette első népdalszerű, lírikus költeményeit: Vadrózsa, Májusi dal. Ebben a viszonyban annyi báj, gyöngédség s költészet volt, ami Goethe egyetlen későbbi viszonyában sem lelhető fel.
Strasbourgban letette a vizsgáit, és megszerezte a jogászdoktori diplomát. Ezzel befejezte tanulmányait, s 1771-ben hazatért.

### Írói pályájának kezdete

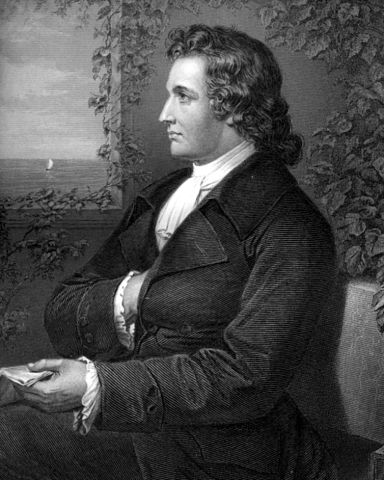
Az ifjú költő 1775-ben

Ekkor kezdte meg azon első vázlatát a Götz von Berlichingennek, amely félszázaddal később nyomtatásban is megjelent. Apja óhajára 1772 májusában a wetzlari birodalmi törvényszéknél joggyakornok lett. Itt is élt irodalmi hajlamainak, írt a Frankfurter gelehrte Anzeigen című lapba, amit Schlosser ez időben alapított, s érintkezett számos íróbarátjával. Újabb szerelem is fűződik a wetzlari tartózkodáshoz. Ez komoly veszedelembe dönthette volna az ifjút, ha az akaraterő nem tartozott volna fő jellemvonásai közé. Charlotte Buff (Lotte), egy wetzlari hivatalnok leánya volt e szenvedélyes szerelem tárgya. Nagy kézügyességgel és fantáziával, készített Lottének egy kis színházmodellt. Beleszeretett anélkül, hogy tudta volna, hogy az árva leány – anyagi szükség okán – már el van jegyezve (ráadásul az ifjú Goethe közvetlen hivatali fölöttesével, Johann Christian Kestnerrel), s a szenvedély és kötelesség oly erős harcát vívta, hogy már-már öngyilkosságra gondolt. Ehhez járult egy másik esemény, amely lelkében szintén mély nyomot hagyott: barátja, a braunschweigi követségi titkár, Karl Wilhelm Jerusalem öngyilkossága. Halott barátját becsmérlő szavai miatt párbajozott is Kestnerrel, amiért börtön várta. E szerelem emléke a börtönben írt Az ifjú Werther szenvedései című alkotása, illusztrációként abba Lotte képét Charlotte Buff után maga rajzolta. Valószínűleg a fiatalasszony adatta ki a neki ajándékozott kézirat alapján. Szülővárosában valóságos diadalmenet várta és a mű hatására öngyilkossági láz futott végig Európán a reménytelen fiatal szerelmesek soraiban.
Frankfurtba visszatérve ügyvédi gyakorlatot folytatott, mégpedig egész komolyan, és mint néhány jogi értekezése mutatja, alapos jogi ismeretekkel. Emellett az irodalomhoz is hű maradt, néhány apróbb értekezés mellett befejezte a Götz von Berlichingent. A darab nagy hatást tett, s megalapozta költői hírnevét. Számos utánzat, egész sereg lovagjáték és lovagregény keletkezett eme munka hatására. Goethe maga is a német történelemnek több mozzanatát akarta így feldolgozni, de fejlődése utóbb más irányt vett, s ezen irányú terveivel fölhagyott. Darabját a színpad számára többször átdolgozta.

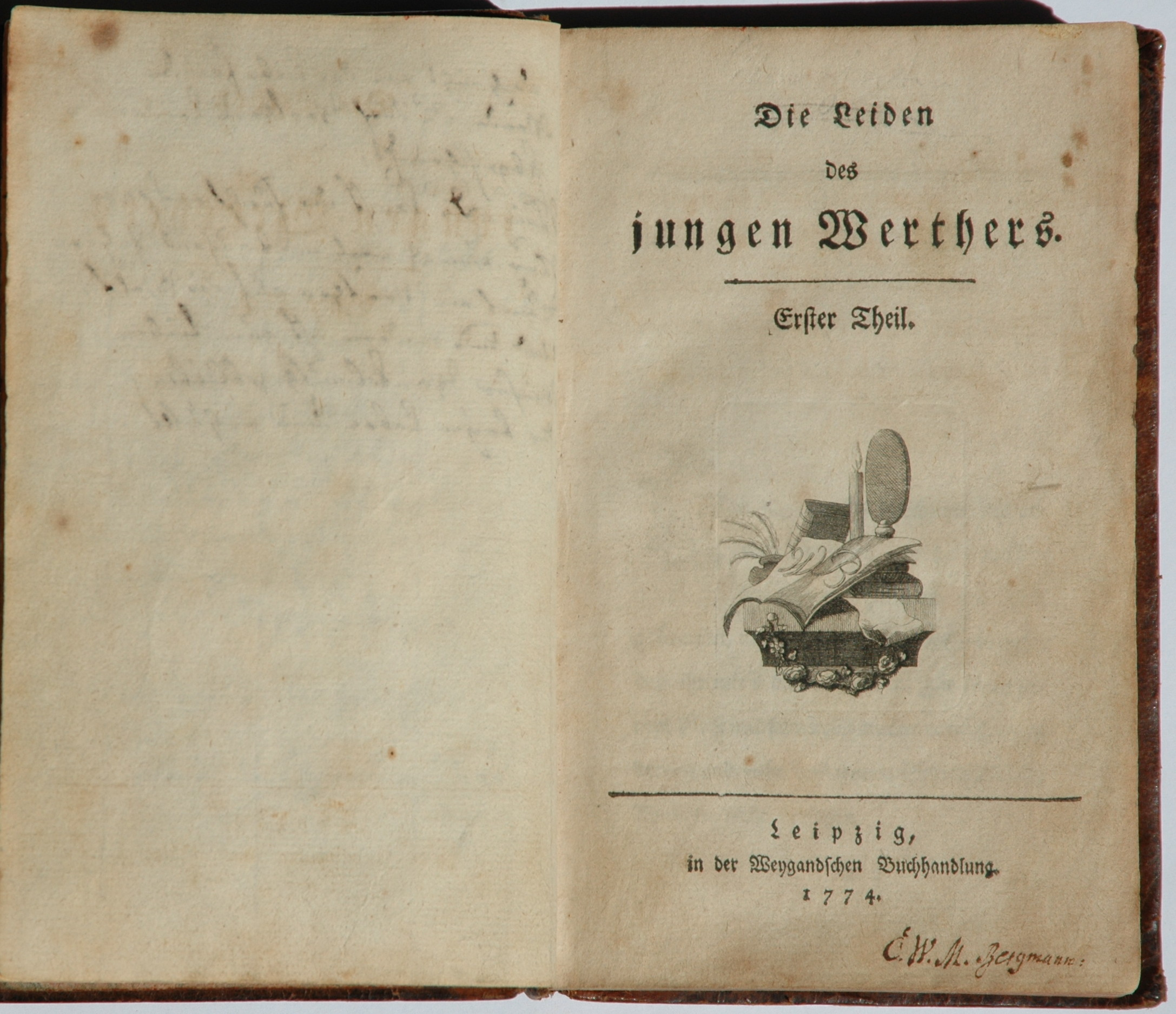
Az ifjú Werther szenvedéseinek első kiadása, 1774-ből

Ezek hatására készült Az ifjú Werther szenvedései (Die Leiden des jungen Werthers) című regénye, amelyben e két tárgyat művészi egésszé olvasztotta össze. Mindamellett, hogy a mű szinte betegesen szentimentális, tele van költői szépségekkel, s nyelve mindent fölülmúl, amit a német próza eladdig fölmutathatott. A Werthernek óriási hatása volt az egész korra. Goethe hírneve a legszélesebb körben elterjedt, s számos látogatót vonzott házukba. A kor leghíresebb emberei felkeresték őt, s barátaivá lettek. Klopstock egyik utazásában Karlsruhe felé szintén betért hozzá. Lavater is meglátogatta őt. Friedrich Maximilian Klinger és Friedrich Heinrich Jacobi (1743–1818) szintén barátságot kötöttek a költővel. Ilyen hangulatban főleg lírája gyarapodott, és egynéhány kisebb jelentőségű munkát írt. Közülük a Götter, elden és Wieland című egyfelvonásos szatirikus tréfa (Wieland Alcestéje ellen) a legérdekesebb.
Újabb anyagot költészetéhez egy újabb szerelem szolgáltatott: 1774-75 telén megismerkedett Elisabeth Schönemann-nal (Lili), egy frankfurti bankár leányával, akiről Stella című szomorújátékában (1776) rajzol képet. Életének e korszakából való még a Clavigo című dráma is, amit Beaumarchais naplója alapján, nyolc nap alatt írt meg. A Stolberg testvérekkel Svájcba utazott, ahol Bodmerrel ismerkedett meg, s Lavaterrel való barátságát szorosabbra fűzte. 1774 decemberében Knebel őrnagy révén ismeretséget kötött Károly Ágost weimari herceggel és ennek öccsével, Konstantinnal. A herceg gyakrabban érintkezett Goethével, s miután 1775 szeptemberében átvette a nagyhercegség kormányzását, meghívta Goethét Weimarba.

### A weimari évek
A weimari udvar már Goethe odaérkezése előtt is némileg irodalmi központnak számított. Ott tartózkodtak ez időben: Wieland és Knebel őrnagy, Konstantin herceg nevelői, a műfordító; Einsiedel kamarás, a fordító és drámaíró; Bertuch, a Jenaer Literaturzeitung alapítója és szerkesztője; Musäus, meseíró; Seckendorff kamarás, kitűnő zenész. Később Herder és Friedrich Schiller is odakerült. Goethe megnyerte Károly Ágost rokonszenvét, s csakhamar benső bizalmas barátjává lett. A herceg 1776-ban követségi tanácsossá, majd rövidesen titkos tanácsossá nevezte ki, s Goethe igyekezett hivatali kötelességeinek is megfelelni, sőt több munkát is magára vett, mint amennyit okvetlenül kellett volna. Ő kezelte az összes építési ügyet, a bánya- és az erdőigazgatást, majd a hadügyeket is, úgyhogy tényleg ő volt a herceg első minisztere, aki 1782-ben valóban miniszterelnökévé nevezte ki, bár ő ezt éppen nem óhajtotta, sőt Der Sänger című balladájával tiltakozott is ellene.
Ugyanezen évben, két hónappal előbb történt, hogy II. József császár nemességgel tüntette ki. Ez az idő költői szempontból terméketlen volt. A munka és mulatságok annyira lefoglalták, hogy nem maradt ideje a múzsa számára. Szerelmét Lili iránt újabb szerelmek felejtették el. Ezek közül különösen kettő volt mélyrehatóbb: Charlotte Stein és Corona Schröter iránt. Steinné asszony (szül. Schardt), a hercegi főlovászmester neje, a nála hét évvel idősebb igen érdekes és finom lelkű nő volt. A költő kezdettől fogva érdeklődött iránta, de ő eleinte hidegen viselkedett vele szemben. Az 1776-ban megérkezett Corona Schröter énekesnő ifjú bájai ugyan háttérbe szorították egy időre Goethe szívében Steinné képét, de ki nem törölhették, s lassan észrevétlenül erős, de tiszta, az erkölcs és kötelesség határain túl nem csapó szerelmi viszony fejlődött, ennek emléke a költő leveleiben maradt fenn. Költői működése arra szorítkozott, hogy néhány énekes játékot írjon a műkedvelő színház számára. 1779-ben ugyanilyen céllal megírta prózában az Iphigenia Tauriszbant.
Ez idő tájt kezdett foglalkozni földtani, majd növénytani, anatómiai, csonttani és különösen színtani tudományokkal. 1779-ben a herceggel Svájcba utazott, s elkezdte megírni az Egmont, a Torquato Tasso és a Wilhelm Meister néhány kisebb töredékét. Érezte szükségét, de nem tudott alkotni, mert a környezet nem nyújtott neki ehhez elég tápot. Régi óhaja volt Itáliát, a művészet klasszikus honát látni, s most e vágya, aminek Mignon dalában oly szép kifejezést adott, csak fokozódott, mert hozzájárult a környezettel való elégedetlenség, némi politikai nézeteltérés közte és a herceg között, s azon óhajtása, hogy Steinné asszonytól szabaduljon. 1786 júliusában Karlsbadba ment, ahol kiadója ajánlatot tett összes munkáinak sajtó alá rendezésére. Innen indult itáliai útjára.

### Itáliában
Az itáliai utat inkognitóban, Möller kereskedő neve alatt tette meg. Előbb Velencébe, majd Rómába ment. Itt fejezte be az Iphigeniát, emellett sokat foglalkozott a képzőművészetekkel, ami kétségkívül nagy hatással volt költői képzeletére is. A művészet országából Goethe nem vágyódott haza. Másfél évig mulatott ott, és csak 1788 áprilisában tért vissza. A herceg felmentette politikai hivatalaitól, s csupán a tudományos és művészeti intézetek felügyeletét hagyta meg nála, ehhez később (1792) még az újonnan alapított udvari színház intendánsi hivatala járult. Az olaszországi út eredménye volt három drámája: az Iphigenia, a Tasso és az Egmont, és az Italienische Reise c. útleírás. Római emlékeit, amelyek közé egy milánói nővel való szerelmi viszonya vegyült, Römische Elegien című költeményeiben örökítette meg. 1790-ben, amikor az Itáliából hazatérő Anna Amália özvegy hercegné elé utazott Velencéig, írta Velencei Epigrammáit.

### A francia forradalom idején

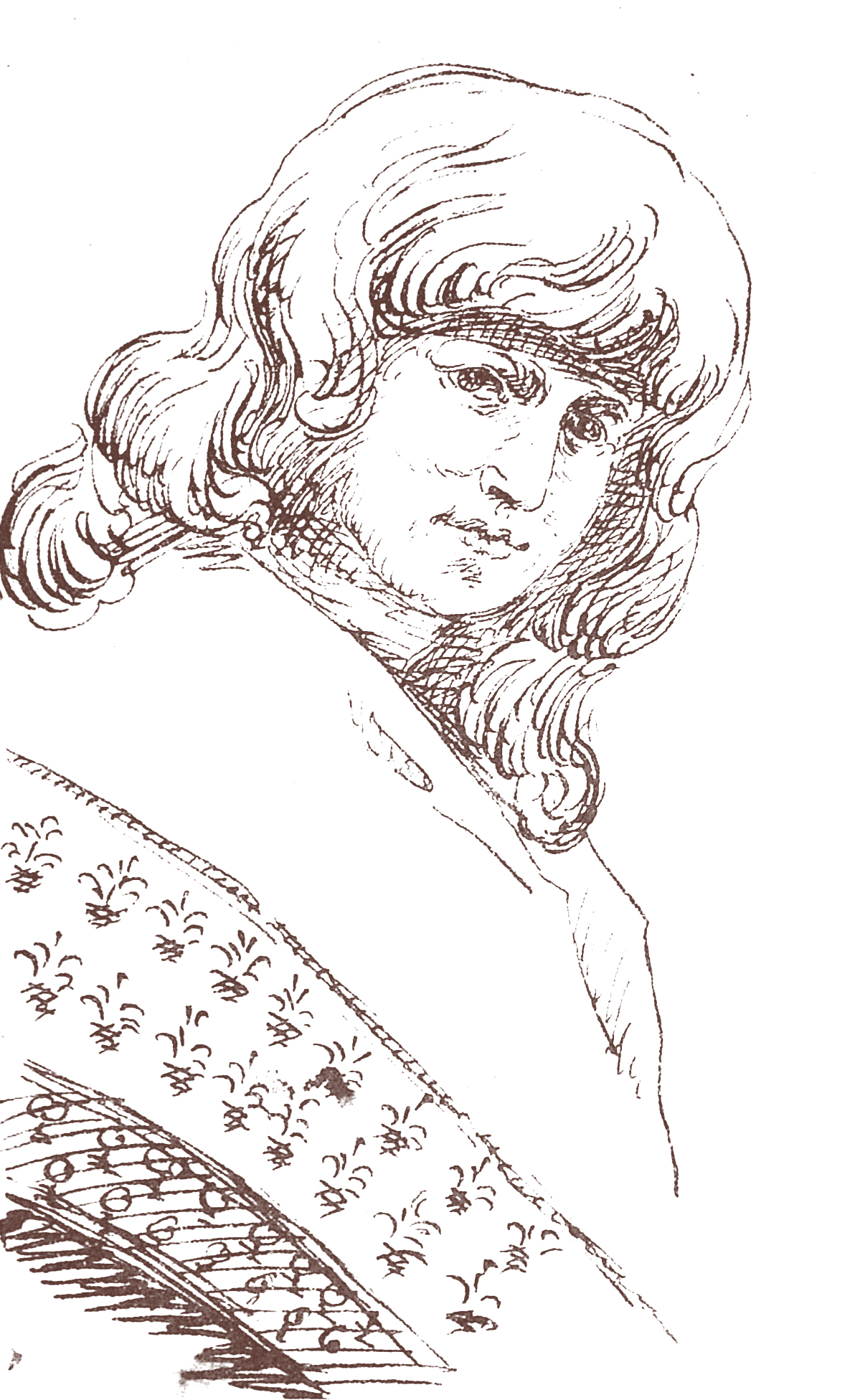
Goethe rajza Christiane Vulpiusról

A weimari élet szűkkörű és kicsinyesnek tűnt, a római tartózkodás után. Még jobban érezte ezt azon új viszony következtében, amelyet Christina Vulpiusszal, egy ottani hivatalnok leányával, a Rinaldo Rinaldini szerzőjének testvérével kezdett. A lány, akinek üdesége Goethét megkapta, elkísérte őt botanikai sétáira, s tőle 1789. december 25-én született fia, Ágost, az egyetlen, aki gyermekei közül életben maradt. Krisztinát később, 1806-ban törvényesen is elvette. Hozzájárultak lelki egyensúlyának megzavarásához a francia forradalom eseményei, s ilyen hangulatban szívesen vett részt a herceg sziléziai táborozásában, 1792-ben a francia hadjáratban, 1793-ban Mainz ostromában. Hogy az események benyomásaitól szabaduljon, a költészethez fordult. Írt vígjátékokat (Grosscophta és Der Bürgergeneral), drámát (Die Aufgeregten) és novellákat (Unterhaltungen deutscher Auswanderer), ezekben korabeli tárgyakat dolgozott fel, mégsem érte el velük a kívánt sikert. Hasonló célból dolgozta fel a Reinecke Fuchs c. régi állat-eposzt hexameterekben, 1793-ban. Mindezek nem hozták meg számára a kívánt nyugalmat, sem az óhajtott munkakedvet.

### Barátsága Schillerrel

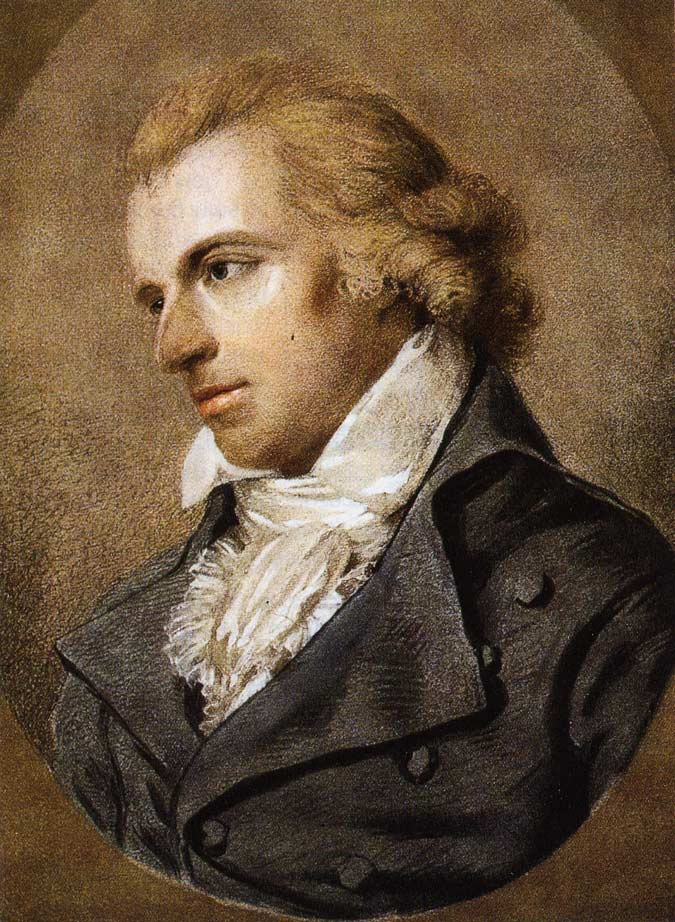
Ludovike Simanowiz: Friedrich Schiller (1794)

Ilyen körülmények között meghatározó befolyással volt lelki életére az a meleg barátság, amely közte és Friedrich Schiller között, 1794-ben létrejött. A szorosabb érintkezésre Schillernek egy levele adott alkalmat, amiben Goethét az általa szerkesztendő Horen c. folyóirat munkatársául kéri fel. Goethe szívesen válaszolt, s szorgalmasan dolgozott mind ebbe a folyóiratba, mind a később kiadott Musen-Almanachenba. Levélváltás közben a két költő mind több érintkezési pontot talált, s a jó viszony mindkettejükre serkentőleg, s termékenyítőleg hatott. A közízlés ferdeségei, a középszerű írók, és a fonák irodalmi viszonyok ellen közösen valóságos hadjáratot indítottak csípős és szellemes epigrammáikkal, amiket Xéniáknak neveztek el, s a Musen-Almanachenban adtak ki. Az 1797. évet ballada-évnek nevezik a költő életében, mert ez évben írta egész sorát a legkiválóbb balladáknak és románcoknak. Még előbb, 1795-ben fejezte be Wilhelm Meisters Lehrjahre c. regényét, amelyben azt az eszmét akarja illusztrálni, hogy a művészet és élet a gyenge embert is önállóságra juttatják. Költői erejének teljében alkotta 1796-ban Herman und Dorothea c. elbeszélő költeményét, amihez az impulzust Vossnak Louise c. idilljéből merítette, de jóval fölülmúlta ezt. A cselekményt a polgári életből merítette, amit azonban a nagyszerű háttér és az egyes alakok művészi jellemzése valóságos eposszá teszik. Goethe ifjúkori munkái óta egyetlenegy sem volt, amely nemzeténél ilyen osztatlan tetszésben részesült volna.
1799 óta, amikor Schiller is Weimarba költözött, Goethe figyelmét a színpadra irányította. Előadatta Schiller és Shakespeare darabjait, maga lefordította Voltaire Mahomet és Tancred c. drámáit. Eredetit csak egyet írt: Natürliche Tochter; tárgyát Bourbon-Conti herceg emlékirataiból vette. Eközben nem szűnt meg a képzőművészetekkel foglalkozni, szerkesztett művészeti folyóiratot is (Propyläen), s írt néhány kisebb művészettörténeti dolgozatot. E széles körű tevékenységnek közepette érte 1805-ben Schiller halála, amely mélyen megrendítette. Csak három hónappal később tudta barátját elsiratni az Epilog zur Glocke c. költeményében.

### Schiller halála után
Még be sem hegedt a seb, ami Schiller halálával érte, s már újabb események dúlták föl lelkét. 1807-ben szerelemre gyúlt Minna Herzlieb iránt. Szívbeli küzdelmeinek képét rajzolta Die Wahlverwandtschaften c., utolsó regényében, amelyet a mély, tragikus tartalom, és a művészi kidolgozás egyaránt legjobb munkái sorába emel. Munkáinak új összes kiadása számára (Stuttgart, Cotta) befejezte a Faust első részét, amin egész életén keresztül dolgozott. Ebben a munkájában rakta le mindazt, aminek eszméje az emberről és világról félszázados életének tapasztalatain átszűrődött. Ez nemcsak Goethének fő műve, hanem a legjelentékenyebb is mindazok között, amiket német költő valaha alkotott. Benne az ember tragikuma van lefestve, az ellentmondás, a vágyak szárnyaló nagysága, s az eszközök lenyűgöző csekélysége között.
Goethe ezután mindinkább magába fordult, zárkózottá lett, s tanulmányainak élt. A keleti nyelvekkel való foglalkozás gyümölcse egy lírai gyűjtemény: Westöstlicher Diwan, amelyben részint keleti költeményeket dolgozott át, részint eredetieket írt. E munkája nagy hatással volt a későbbi költőkre is, s méltó hozzá, mint korának legkitűnőbb lírikusához. Közben befejezte és kiadta a Farbenlehrét. Az évenkénti karlsbadi utazás alkalmat nyújtott ásványtani tanulmányait folytatására is. E nyaralásai alatt írt kisebb novelláit és verseit foglalta össze Wilhelm Meisters Wanderjahre c. munkájában, ebből éppen ezért teljesen hiányzik az egység.

### Időskora

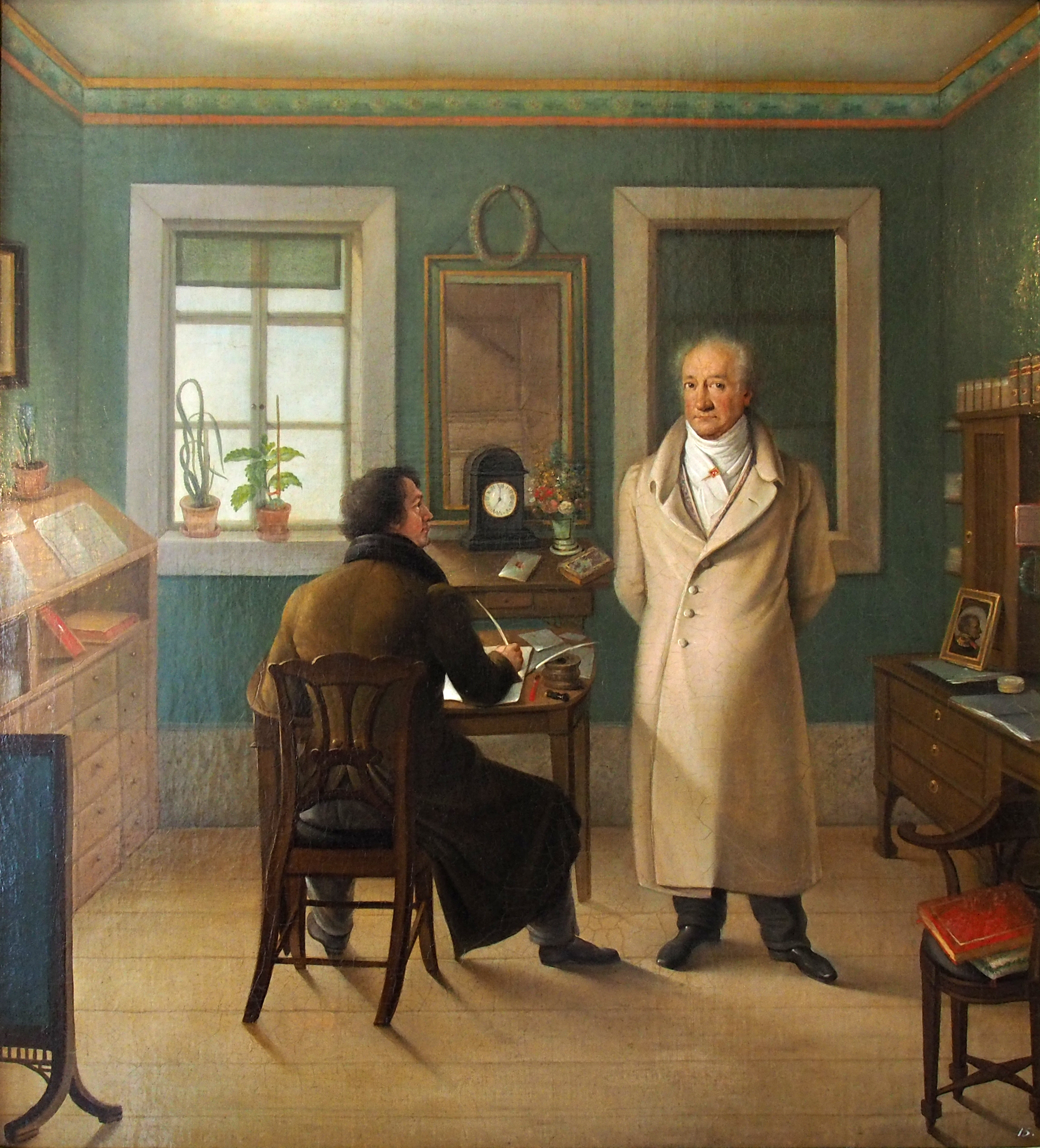
Goethe a dolgozószobájában diktál (Johann Joseph Schmeller olajfestménye)

1810-ben kezdte írni önéletrajzát Aus meinem Leben, Dichtung und Wahrheit cím alatt, amely 1775-ig terjed, s nemcsak művészi előadása által, hanem mint forrásmunka is igen becses. A költőt mindegyre több csapás érte, s ő mind jobban elidegenedett a világtól. Nejének 1816-ban bekövetkezett halála sokkal mélyebben érintette, mint azt a világ gondolta volna. Menye, Otília pótolta őt némileg, aki szerető gondoskodással vette körül a költőt aggságában. 1817-ben egy akarata ellenére előadott, értéktelen darab miatt lemondott intendánsi állásáról. A szerelem és lemondás szenvedésein még egyszer át kellett esnie, amiket a 17 éves Ulrike von Levetzow kisasszony szépsége okozott neki.
1828-ban meghalt hercegi barátja, Károly Ágost, akit nemsokára neje követett. De legmélyebben fiának halála érintette, aki 1830-ban Rómában hunyt el. Ez évben végezte be a Faust II. részét, ami tele van szimbolikus célzásokkal, mély eszmékkel, összefüggésük azonban nem mindig világos. Ezek értelmét illetően igen eltérő mind a magyarázók nézete, mind a bírálók véleménye a munka értékére nézve. Ez volt utolsó műve. Nem sokkal később meghalt.
A weimari fejedelmi sírboltban nyugszik, Károly Ágost nagyherceg és Schiller mellett.
Három unokája maradt, Alma Sedina (1827. október 29. – 1844. szeptember 29.), Walther Wolfgang (1818. április 9. – Lipcse, 1885. április 15.), aki főleg zenével foglalkozott s néhány szerzeménye meg is jelent, valamint Wolfgang Maximilian (1820. szeptember 18. – Lipcse, 1883. január 20.), aki jogot végzett s az irodalommal is foglalkozott. 1859-ben mindkét testvért bárói rangra emelték, mindkettő nőtlenül halt meg, így Goethének nincs ma élő leszármazottja.

## Emlékezete

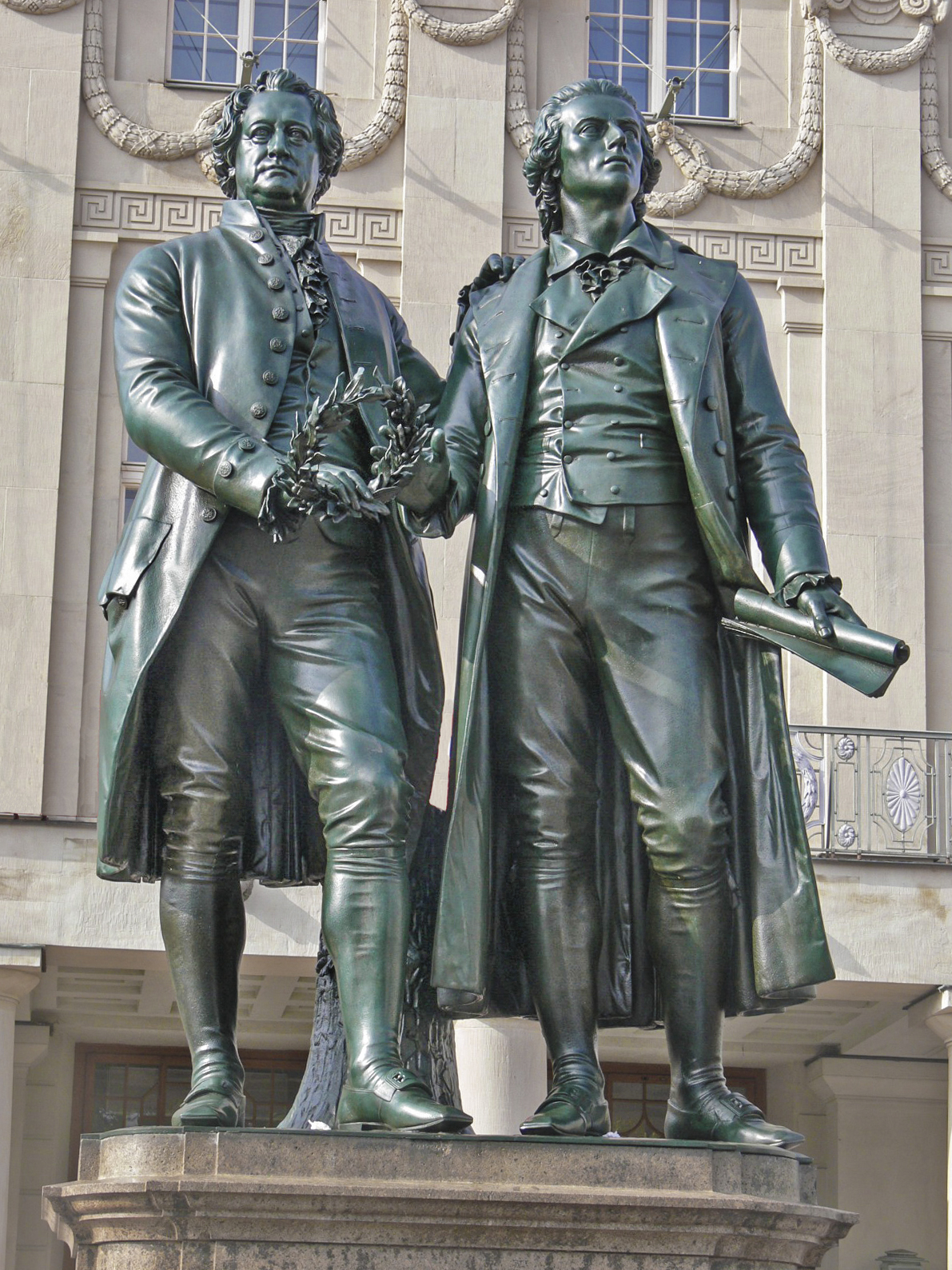
Szobra barátjával, Schillerrel Weimarban

A család örököse, Hollandiai Zsófia szász–weimar–eisenachi nagyhercegné, a költő házát és hagyatékát mint Goethe-tárt a nyilvánosságnak adta át. 1885-ben alakult Weimarban a Goethe-társaság, mely hivatalos közlönyévé a Ludwig Geiger által 1880-tól szerkesztett Goethe-Jahrbuch-ot választotta.
A kortársak tanúsága szerint Goethének már külső megjelenése is rendkívüli emberre vallott. Hatalmas termete mutatta a benne lakozó férfiasságot és szilárdságot, míg tekintetéből, amivel mindenkit megbűvölt, a költői lélek sugárzott ki. Több mint százféle arcképe van, ezeket Rollett H., Die Goethebildnisse (Bécs, 1883) c. könyvében állította össze. Számos szobra közül nevezetesebbek a frankfurti Schwanthalertől, a weimari kettős szobor (Goethe és Schiller) Rietscheltől, David, Nagy és Rach kisebb mellszobrai.
Munkáinak igen sok kiadása van, a 19. században legteljesebb Hempelnél jelent meg (Berlin) 1868 és 1879 között, másodszor pedig 1883-ban, 36 kötetben. Összes írásainak nagy kiadását a Goethe-társaság indította meg Weimarban 1887-ben. Említésre méltó, hogy Goethe műveinek, arcképeinek, a róla írott műveknek és a reá vonatkozó emlékeknek legnagyobb gyűjteménye Elischer Boldizsár budapesti ügyvéd birtokában volt, aki ezt a nagy értékű gyűjteményt a 19. században Berlinben, Badenben és más helyeken is kiállította.

## Hatása

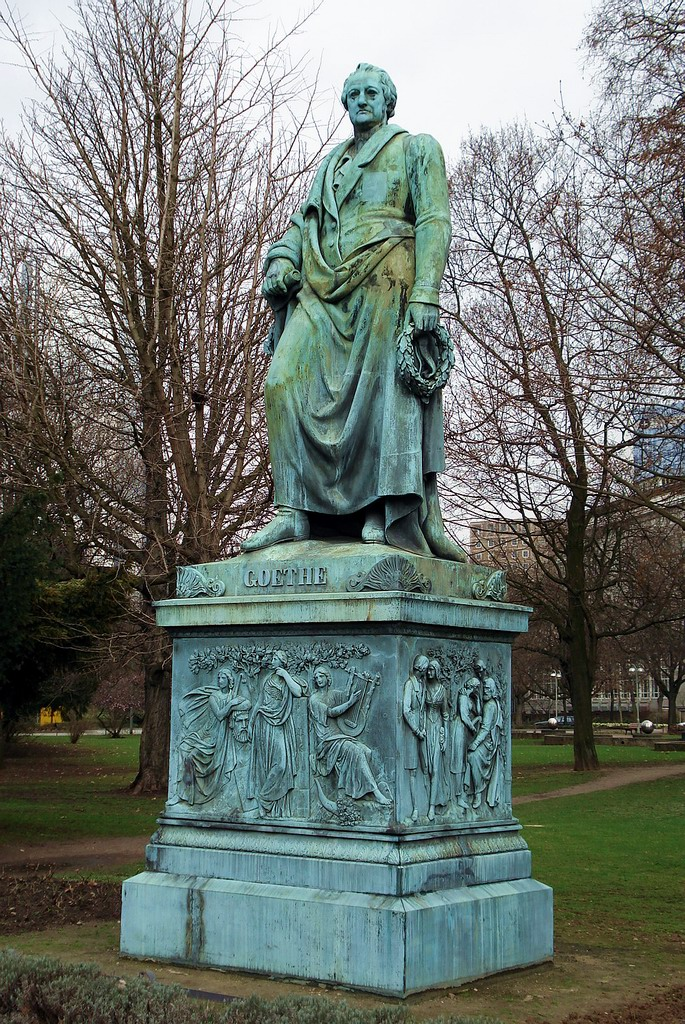
Goethe-szobor Frankfurtban

Goethe hatása az európai gondolkodásra és művészetre mindmáig óriási, ahogy a magyar irodalomra is az.
Nálunk főleg Kazinczy Ferenc korában érezhető, amikor irodalmunkban egész iskolává lett a németeket, s különösen Goethét utánzó irányzat. Kazinczy különösen szerette őt, főleg a görög klasszikusokra emlékeztető költészetét, s iparkodott azt nálunk is meghonosítani. Goethe hatása azonban nem itt kezdődik, hanem a Wertherrel, amelynek egyik silány utánzatát (Adolfs Briefe) maga Kazinczy magyarította Bácsmegyei gyötrelmei c. alatt. Werther hatása alatt írta meg Kármán József költői szépségekben gazdag kisregényét, a Fanni hagyományait. A Werthernek magának három magyar fordítása jelent meg a 19. században, az első 1823-ban, a második 1837-ben, mind a kettő névtelenül, a harmadik pedig 1864-ben Bajza Jenőtől.
Kazinczy a következő darabjait fordította le: Stella, Testvérek, Clavigo és Egmont, ezek közül ez utóbbi fordítás számos szándékos germanizmusáról nevezetes. Tanítványai, s követői közül Kis János az Iphigeniát fordította le (1833).
Lírája és balladái hatással voltak Bajza Józsefre és Kölcsey Ferencre is. Az újabb költők, akik a nemzeti irányt művelték, kevésbé fordultak Goethe felé. Petőfi nem szerette Goethét, hidegnek és ellenszenvesnek találta. Több rokon vonás van Arany János és Goethe között. Mind a kettőnek széles körű és sokoldalú a műveltsége, nagy az érzéke a plasztikus iránt, mindkettőnek a jellemzés az erős oldala és művésze a maga nyelvének. Arany foglalkozott Goethével, s nagy művészettel fordította le a Balladát az elűzött és visszatért grófról. A Faust hatása alatt írta Madách Imre Az ember tragédiáját. A Faustot legelőször Nagy István ültette át magyarra 1860-ban, több fordítása is megjelent: Dóczy Lajostól, Komáromy Andrástól, Szabó Mihálytól és Kozma Andortól. A második részt Váradi Antal fordította (1888).
Lírai költeményeit Szász Károly fordította le, megjelent a fordító bevezetésével 1875-ben.
Egyéb magyar fordításban megjelent munkái: Egmont, Szigligeti Edétől, 1871; Mignon, ugyanattól, 1873; Hermann és Dorottya, Hegedűs Istvántól (Olcsó könyvtár); Berlichingeni Gottfried, a vaskezű, Balla Mihálytól (Olcsó könyvtár 200.); Xeniák, Csalomjaitól, 1883; Lélekrokonság, Kemenczky Kálmántól.

Az Iphigenia Taurisban 1827 -es, lipcsei kiadása

A 20. század első évtizedeiben Iphigenia Tauriszban című drámáját Babits Mihály, a Faustot pedig Sárközi György fordította magyarra. Művei újabb fordításai közül jelentősek Vas István vers- és prózafordításai (Vonzások és választások), valamint Jékely Zoltán és Kálnoky László Faust-átdolgozása. Hermann és Dorothea című eposzát legújabban Hárs Ernő fordította magyarra.

## Goethe és a képzőművészet

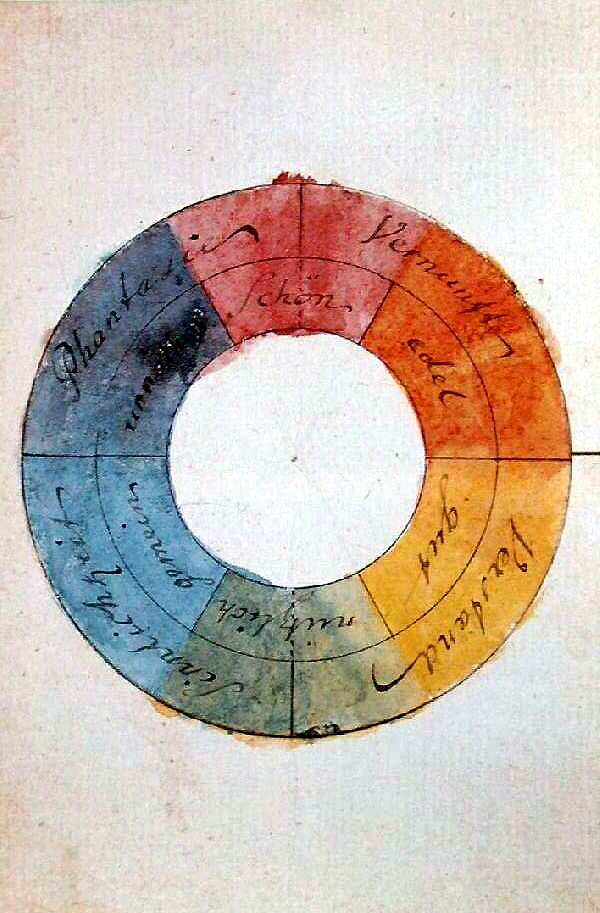
Allegorischer, symbolischer, mystischer Gebrauch der Farbe Színkereszt az ember testi és lelki élete jelképezésére, Johann Wolfgang von Goethe akvarell-tollrajza, 1809

Goethe A. F. Oser festőnél tanult rajzolni Lipcsében. Több művét saját maga illusztrálta. Foglalkozott emellett színelmélettel. A róla készült leghíresebb portrét Tischbein festette (Goethe a Campangnán, Frankfurt, Städelsches Museum). A portré Goethe antikvitás előtti hódolatát fejezi ki, egyben utal Goethe egyik legismertebb művére, az Iphigenia Tauriszban címűre.

## Goethe és Magyarország
Goethének közvetlen kapcsolata nem volt Magyarországgal, de Elischer Boldizsár jogászprofesszor révén jelentős, Goethével kapcsolatos tárgyak és dokumentumok (ásványok Goethe ásványgyűjteményéből, Goethe által készített rajzok és árnyképek, több Goethe-kiadás, illetve az íróról és barátairól készített metszetek és arcképek) kerültek a Magyar Tudományos Akadémia Könyvtár és Információs Központ Kézirattár és Régi Könyvek Gyűjteményébe.

## Főbb művei
- 1767 – Annette
- 1770 – Új dalok (Neue Lieder)

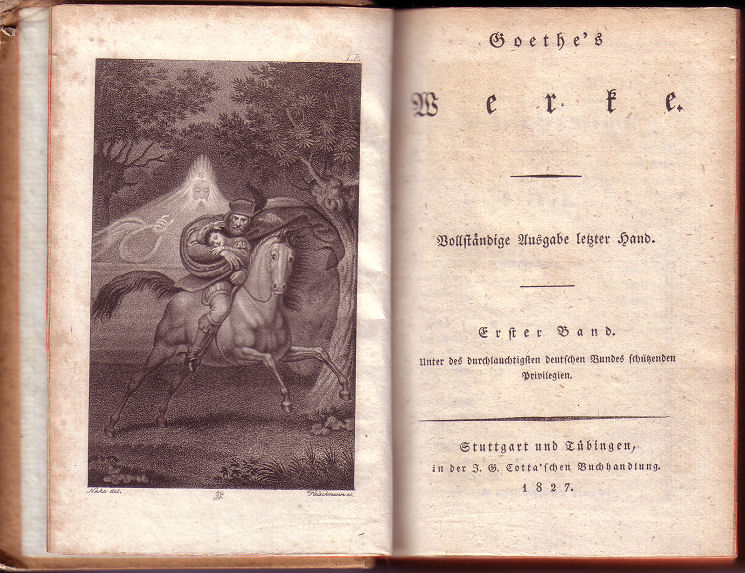
Goethe-kiadás (németül)

- 1771 – Viszontlátás és búcsú (Willkommen und Abschied)
- 1771 – Májusi dal (Mailied)
- 1772 – A vándor vihardala (Wandrers Sturmlied)
- 1773 – Götz von Berlichingen (Götz von Berlichingen mit der eisernen Hand)
- 1773 – Mohamed éneke (Mohomets Gesang)
- 1774 – Prométheusz (Prometheus)
- 1774 – Ganümedész (Ganymed)
- 1774 – Az ifjú Werther szenvedései (Die Leiden des jungen Werthers)[4]
- 1774 – Clavigo
- 1775 – Ős-Faust (Urfaust)
- 1775 – Stella
- 1776 – Charlotte von Steinhez (Warum gabst du uns die tiefen Blicke)
- 1777 – Téli utazás a Harz-Hegységben (Harzreise im Winter)
- 1779 – Iphigenia Tauriszban (Iphigenie auf Tauris) REAL-EOD
- 1779 – Szellemek éneke a vizek fölött (Gesang der Geister über den Wassern)
- 1780 – A vándor éji dala (Wandrers Nachtlied)
- 1781 – Az emberiség határa (Die Grenzen der Menschheit)
- 1782 – Mieding halálára (Auf Miedings Tod)
- 1783 – Ilmenau
- 1784 – A gránitról (Über den Granit)
- 1785 – Rejtelmek (Die Geheimnisse). Töredék  Archiválva 2009. május 10-i dátummal a Wayback Machine-ben
- 1789 – Egmont
- 1790 – Faust – töredék
- 1790 – Római elégiák (Römische Elegien)
- 1790 – Torquato Tasso
- 1795 – A Mese (Das Märchen)  Archiválva 2009. május 10-i dátummal a Wayback Machine-ben
- 1795 – Wilhelm Meister tanulóévei (Wilhelm Meisters Lehrjahre)
- 1796 – Xéniák (Xenien)
- 1797 – A bűvészinas (Der Zauberlehrling)
- 1797 – A kincskereső (Der Schatzgräber)
- 1797 – A korinthuszi menyasszony (Die Braut von Korinth)
- 1797 – Az isten és a Bajadér (Der Gott und die Bajadere)
- 1798 – Hermann és Dorottya (Hermann und Dorothea)
- 1799 – A növények alakváltozása (Die Metamorphose der Planzen)
- 1804 – A természetes lány (Die natürliche Tochter)
- 1806 – Az állatok alakváltozása (Metamorphose der Tiere)
- 1808 – Faust – I. rész
- 1809 – Pandora
- 1809 – Vonzások és választások (Wahlverwandtschaften)
- 1810 – Színtan (Farbenlehre)
- 1812 – Költészet és valóság (Dichtung und Wahrheit. Aus meinem Leben)
- 1819 – Nyugat-keleti díván (West-östlicher Divan)
- 1821 – Wilhelm Meister vándorévei (Wilhelm Meisters Wanderjahre)
- 1827 – A szenvedély trilógiája (Trilogie der Leidenschaft), Marienbadi elégia (Marienbader Elegie)
- 1829 – Utazás Itáliában (Italienische Reise)
- 1832 – Faust – II. rész

## Magyarul

### 1849-ig
- Sztella. Dráma; Göthe után Kazinczy Ferenc; Wéber Simon Péter, Pozsony, 1794
- Göthe: Az ifjú Verter gyötrelmei; ford. K. S. S. K. [Kissolymosi Simó Károly]; Trattner, Pest, 1823
- Az ifjú Verther' gyötrelmei levelekben; ford. Koszta Jósef; Beimel, Esztergom, 1827
- Iphigenia Taurisban. Dráma; ford. Kis János; Trattner-Károlyi Ny., Pest, 1833 (Külföldi játékszín)

### 1850–1919
- Faust; ford. Nagy István; Engel-Mandello-Walzel, Pest, 1860
- Gounod Károly: Faust. Opera; szöveg Göthe után Barbier Gyula, Michel Carré, ford. Ormai Ferenc; Emich Ny., Pest, 1863
- Az ifjú Werther keservei; ford. Bajza Jenő; Heckenast, Pest, 1864
- Egmont. Szomorújáték; ford. Szigligeti Ede; Pfeifer, Pest, 1871 (A Nemzeti Színház könyvtára)
- Csalavér Róka története; Goethe Reineke Fuchs c. műve nyomán; Heckenast, Pest, 1872 (Mese-könyv)
- Faust. Göthe tragédiája; ford. Dóczy Lajos; Ráth, Pest, 1873 (A magyar nemzet családi könyvtára)
- Thomas Ambrus: Mignon. Dalmű; Göthe Meister Vilmos tanulóévei regénye után írták Carré, Barbier, ford. Ormai Ferenc; Pfeifer, Pest, 1873 (A Nemzeti Színház könyvtára)
- Göthe lyrai költeményei, 1-2.; ford, bev., jegyz. Szász Károly; Akadémia, Budapest, 1875 (A Magyar Tudományos Akadémia Könyvkiadó Hivatala)
- A bayadér. Opera; szöveg Johann Wolfgang Goethe Isten és a bayadér c. költeménye után Frakas Lajos, zene Farkas Ödön; Bucsánszky Ny., Budapest, 1876
- Iphigenia Taurisban. Dráma; ford. Kis János; Franklin, Budapest, 1877 (Olcsó könyvtár)
- Hermann és Dorottya; ford. Hegedüs István; Franklin, Budapest, 1881 (Olcsó könyvtár)
- Göthe – Schiller epigrammái; ford. Csalomjai [Pajor István]; Kék Ny., Balassagyarmat, 1883
- Berlichingeni Gottfried, a vaskezű dramatizált története; ford. Balla Mihály; Franklin, Budapest, 1886 (Olcsó könyvtár)
- Faust; ford. Komáromy Andor; Aigner, Budapest, 1887
- Faust. A tragoedia második része; ford. Váradi Antal; Hornyánszky, Budapest, 1887
- Faust; ford. Szabó Mihály; Franklin, Budapest, 1888
- Iphigenia Taurisban; ford. Csengery János; Franklin, Budapest, 1890
- Göthe: A testvérek. Dráma; ford. Horváth Döme; Sziládi Ny., Kecskemét, 1893
- A lélekrokonság. Regény; ford. Kemenczky Kálmán; Könyves Kálmán, Budapest, 1894
- Hermán és Dorottya; ford. Lehr Albert; Franklin, Budapest, 1900
- Goldmark Károly: Berlichingen Götz. Opera; szöveg Goethe nyomán szabadon Alfred Maria Willner, ford. Várady Sándor; Operaház, Budapest, 1902
- Egmont; ford. Salgó Ernő; Lampel, Budapest, 1902 (Magyar könyvtár)
- Néhány vánkos a Goethe János Farkas híres Kelet-nyugati díványáról melyet kalotaszegi varrottassal általhímeze Dóczi Lajos. Nyomatott Arany Lászlóné Szalay Gizella úrasszonynak; Hornyánszky, Budapest, 1904
- Goethe költeményei; ford. Dóczy Lajos; Lampel, Budapest, 1905
- Torquato Tasso. Színmű; ford., bev. Teveli Mihály; Paxner-Biron Ny., Körmöcbánya, 1909
- Clavigo. Szomorújáték; ford. Radó Antal; Lampel, Budapest, 1909 (Magyar könyvtár)
- Torquato Tasso. Színmű; ford. Marczali Erzsi, Atheaneum, Budapest, 1909
- Faust; ford. Palágyi Lajos; Toldi Könyvkereskedés, Budapest, 1909
- Torquato Tasso. Színmű; ford. Csengery János; Franklin Ny., Budapest, 1910
- Egy szép lélek vallomásai; ford., utószó Gedő Simon; Világirodalom, Budapest, 1912 (Goethe válogatott munkái)

### 1920–1944
- A napló; ford. Babits Mihály; Genius, Budapest, 1921
- Mese; ford. Takács Mária; Világirodalom, Budapest, 1922 (Goethe válogatott munkái)
- A gyermek és az oroszlán. Novella; ford. Nagy Péter; Táltos, Budapest, 1922 (Táltos könyvek)
- Az ifjú Werther szenvedései; ford. Benedek Marcell; Dante, Budapest, 1922
- Utazás Itáliában; ford. Bálint Aladár; Genius, Budapest, 1922 (Nagy írók – nagy írások)
- Novella; ford. Turóczi-Trostler József; Kner, Gyoma, 1922 (Monumenta literarum)
- Goethe gondolatvilága, 1. Maximák és reflexiók; ford. Gedő Simon; Világirodalom, Budapest, 1923
- Az ifjú Werther szenvedései; ford. Wilder Ödön; Rózsavölgyi, Budapest, 1923
- A napló; ford. Kosztolányi Dezső; Genius, Budapest, 1924
- Clavigo. Szomorújáték; ford. Sebestyén Károly; Genius, Budapest, 1924
- Faust. Tragédia 1-2. rész; ford. Kozma Andor; Pantheon, Budapest, 1924
- Meister Vilmos tanulóévei, 1-3.; ford. Benedek Marcell; Dante, Budapest, 1924
- Goethe szerelmei. 1. köt. Vallomások; ford. Wildner Ödön, bev. Rákosi Jenő; Nova, Budapest, 1925
- Benedek Elek: Csili Csali Csalavári csalifintaságai; Goethe Reineke Fuchs c. műve nyomán; Pantheon, Budapest, 1925
- Az új Páris / Az új Meluzina; ford. Gedő Elza; Világirodalom, Budapest, 1925 (Goethe válogatott munkái)
- Hermann und Dorothea; szemelvényekben ford. Lukács Ödön; Zsoldos magántanfolyam, Budapest, 1925
- Hermann és Dorottya. 1-2. köt.; ford. Aczél Dezső; Uránia, Budapest, 1925
- Lelkirokonság. Regény; ford., bev. Vende Margit; Hajnal, Budapest, 1926
- Dalok, balladák, egyéb költemények; ford. Szigethy Lajos; Studium, Mezőtúr, 1927
- Életemből. Költészet és valóság. Gyermekkor és diákévek; ford. Turóczi József; Genius, Budapest, 1928 (Nagy írók – nagy írások)
- Iphigenia Taurisban / Clavigo / Egmont; ford. Csengery János, Salgó Ernő, Radó Antal; Franklin, Budapest, 1930 (Élő könyvek. Külföldi klasszikusok)
- Prometheus. Szellemek éneke a vizek fölött. Az emberiség határai; ford. Kemény Xavér Ferenc; Goethe Társaság, Budapest, 1930
- Ravaszdi Róka; magyar versekbe összefogta Siklóssy László; Légrády Ny., Budapest, 1932
- Az ifjú Goethe, 1749– 1776. Antológia a költő ifjúkorának műveiből; ford. Szabó Lőrinc, Turóczi-Trostler József; Kner, Gyoma, 1932
- A férfi Goethe, 1777– 1800. Antológia a költő férfikorának műveiből; ford. Szabó Lőrinc, Turóczi-Trostler József; Kner, Gyoma, 1932
- Az öreg Goethe, 1801– 1832. Antológia a költő öregkorának műveiből; ford. Szabó Lőrinc, Turóczi-Trostler József; Kner, Gyoma, 1932
- A szenvedély trilógiája; ford., bev. Földessy Gyula; fordítói, Budapest, 1933
- Mondások és költemények; ford. Kemény Xavér Ferenc; Egyetemi Ny., Budapest, 1933
- Torquato Tasso. Színmű; ford. Pitroff Pál; Nitsmann József Ny., Győr, 1933
- A bűnrészesek. Verses vígjáték; ford. Bardócz Árpád; Magyar Goethe Társaság, Budapest, 1934
- Werther szerelme és halála; ford. Szabó Lőrinc; Est Lapok, Budapest, 1935 (Filléres klasszikus regények)
- Faust. Goethe tragédiája; ford. Hódsághy Béla; Corvin Ny., Baja, 1935
- A polgárgenerális. Vígjáték; ford. Bardócz Árpád; Magyar Goethe Társaság, Budapest, 1938
- Ős-Faust; ford. Jékely Zoltán, előszó Koszó János; Jakab, Kolozsvár, 1942

### 1945–1989
- Faust 1.; ford. Sárközi György; Hungária, Budapest, 1947
- Goethe válogatott versei; ford. Arany János et al., szerk. Kardos László, KIrály István, Vas István, bev., jegyz. Németh Andor; Révai, Budapest, 1949
- Vonzások és választások; ford., bev. Vas István; Franklin, Budapest, 1949 (A regényírás mesterei)
- Faust. 2. rész; ford. Kálnoky László, bev. Halász Előd, jegyz. Bodi László; Új Magyar Kiadó, Budapest, 1956
- Kéz kezet mos. A bűnrészesek. Verses vígjáték; ford. Bogáti Péter, bev. Vajda Endre; Népszava, Budapest, 1956 (Színjátszók könyvtára)
- Rókafi. Humoros eposz; ford., jegyz. Soltész Gáspár, utószó Benedek Marcell; Európa, Budapest, 1957 (Világirodalmi kiskönyvtár)
- Faust; zene Charles Gounod, szövegkönyv Goethe után Jules Barbier, Michel Carré, ford. Lányi Viktor; Zeneműkiadó, Budapest, 1957 (Operaszövegkönyvek)
- Egmont; ford., utószó Keresztury Dezső; Európa, Budapest, 1957 (Világirodalmi kiskönyvtár)
- Faust. Első rész és Ős-Faust; ford. Franyó Zoltán / Az híres neves varázsló és garaboncás D. Faustus János históriája; ford. Király György; Állami Irodalmi és Művészeti, Bukarest, 1958
- Reineke Fuchs / Reineke, a róka. Állateposz; bev. Füst Milán, ford., utószó, jegyz. Bernáth István; Corvina, Budapest, 1958 (Kétnyelvű klasszikusok)
- Római elégiák; ford. Vas István et al.; Magyar Helikon, Budapest, 1958
- Faust. 1-2. rész / Ős-Faust; ford. Jékely Zoltán, Csorba Győző, utószó Turóczi-Trostler József, jegyz. Walkó György; Magyar Helikon, Budapest, 1959 (Helikon klasszikusok)
- Pandora. Ünnepi játék; ford. Hajnal Gábor, utószó Vajda György Mihály; Magyar Helikon, Budapest, 1960
- Utazás Itáliában; vál., ford., jegyz. Rónay György, utószó Vajda György Mihály, ill. a szerző; Magyar Helikon, Budapest, 1961
- Goethe válogatott művei, 1-5.; Európa, Budapest, 1963
  - Drámák 1-2.; ford. Babits Mihály et al., jegyz. Lay Béla
  - Regények 1-2.; ford. Benedek Marcell, jegyz. Lator László
  - Versek; vál. Benedek Marcell, ford. Arany János et al., bev. Halász Előd, jegyz. Lay Béla
- Goethe és Schiller levelezése; vál., szerk., bev., jegyz. Halász Előd, ford. Berczik Árpád, Raáb György; Gondolat, Budapest, 1963 (Auróra)
- Faust. 1-2. rész / Ős-Faust; ford. Jékely Zoltán, Kálnoky László, bev. Walkó György; Európa, Budapest, 1964 (A világirodalom klasszikusai)
- Életemből. Költészet és valóság; ford. Szőllősy Klára, utószó Rónay György; Magyar Helikon, Budapest, 1965
- Götz von Berlichingen. Színmű; ford. Vajda Miklós, utószó Deák Tamás; Kriterion, Bukarest, 1972 (Drámák)
- Az ifjú Verter gyötrelmei; ford. Kissolymosi Simó Károly, sajtó alá rend. Belia György, utószó Wéber Antal; Magyar Helikon–Európa, Budapest, 1975
- Három mese / A mese / Az új Meluzina / Az új Parisz; ford. Antal László, Szőllősy Klára; Magyar Helikon, Budapest, 1976
- A műalkotások igazságáról és valószerűségéről. Válogatott képzőművészeti írások; ford. Rajnai László, Rónay György, vál., utószó, jegyz. Rózsa György, előszó Walkó György; Corvina, Budapest, 1980 (Művészet és elmélet)
- Antik és modern. Antológia a művészetekről; összeáll., szerk., bev., jegyz. Pók Lajos, ford. Görög Lívia et al., mutatók Pók Aliz; Gondolat, Budapest, 1981
- A kedves közelléte. Versek a szerelemről; ford. Babits Mihály et al., vál. Lator László; Magyar Helikon, Budapest, 1982
- Színtan. Didaktikai rész; vál., színes táblák összeáll., bev. Johannes Pawlik munkája, ford. Rajnai László; Corvina, Budapest, 1983 (Művészet és elmélet)
- Wilhelm Meister vándorévei avagy A lemondók; ford. Tandori Dezső, jegyz. Győrffy Miklós; Európa, Budapest, 1983 (Johann Wolfgang Goethe válogatott művei)

### 1990–
- Faust. A tragédia első része. Teljes, gondozott szöveg; ford. Márton László, szerk., sajtó alá rend., jegyz. Kocziszky Éva; Ikon, Budapest, 1994 (Matúra Klasszikusok)
- Az ifjú Werther szenvedései; ford. Bor Ambrus; Európa, Budapest, 1995 (Európa diákkönyvtár)
- Susog a nád. Novellák, versek, fordítások; ford. Beck János, Szépfalusi József, Turi József; B&T, Szeged, 1998 (Tisza hangja)
- Faust; ford. Báthori Csaba; Új Mandátum, Budapest, 1998
- Polaritás. Válogatott írások; ford. Görög Lívia; Halász, Pécs–Budapest, 2000
- "Egy nagy hitvallás töredékdarabkái"; vál., ford. Hendi Ilma; Idahegyi, Genf–Budapest, 2001
- Nyugat-keleti díván; szerk., utószó, jegyz. Halasi Zoltán, ford. Eörsi István et al.; Magyar Könyvklub, Budapest, 2001
- Hermann és Dorothea; ford. Hárs Ernő; in: A hűség énekei. Két német kisepikai mű; Eötvös, Budapest, 2001 (Eötvös klasszikusok)
- Maximák és reflexiók. Goethe bölcsességeinek könyve; ford. Gedő Simon; Dekameron, Budapest, 2002 (Dekameron könyvek)
- A bűvészinas; ford. Kardos László; Elektra Kiadóház, Budapest, 2003
- A növények metamorfózisa; ford. Hegedűs Miklós; Pisztráng Kör Waldorf Természetvédő és Természetjáró Egyesület, Mosonmagyaróvár, 2005
- Goethe, Hölderlin, Heine versei; vál., szerk. Lator László, ford. Áprily Lajos et al.; Sziget, Budapest, 2005 (Sziget verseskönyvek)
- Színtan. A teljes "Didaktikai rész"; ford., előszó, jegyz. Hegedűs Miklós; Genius, Budapest, 2010
- Római elégiák; ford. Kerék Imre, Németh István Péter; Visual.hu Kft., Sopron–Tapolca–Budapest, 2014
- Faust. A tragédia első és második része / História doktor Johann Faustról / Az "ős-Faust"; ford., jegyz. Márton László; Kalligram, Budapest, 2015
- Az ifju Werther gyötrelmei. Forráskiadás; ford. Bölöni Farkas Sándor, sajtó alá rend., tan. Simon-Szabó Ágnes; Reciti, Budapest, 2015 (ReTextum)

### Johann Wolfgang Goethe válogatott művei(1982–1988)
Johann Wolfgang Goethe válogatott művei, 1-10.; Európa, Budapest, 1982–1988
- Drámák; ford. Babits Mihály et al., jegyz. Györffy Miklós, Lay Béla; Európa, Budapest, 1982
- Versek; vál. Benedek Marcell, ford. Arany János et al., jegyz. Lay Béla; Európa, Budapest, 1982
- Életemből. Költészet és valóság; ford. Szőllősy Klára; Európa, Budapest, 1982
- Szépprózai művek; ford. Antal László et al.; Európa, Budapest, 1983
- Wilhelm Meister tanulóévei; ford. Benedek Marcell, Európa, Budapest, 1983
- Wilhelm Meister vándorévei avagy A lemondók; ford. Tandori Dezső, jegyz. Győrffy Miklós; Európa, Budapest, 1983
- Önéletrajzi írások; vál., jegyz. Györffy Miklós, az Utazás Itáliában anyagát vál. Rónay György, ford. Györffy Miklós, Rónay György; Európa, Budapest, 1984
- Irodalmi és művészeti írások; vál., szerk., jegyz. Pók Lajos, ford. Görög Lívia, Tandori Dezső; Európa, Budapest, 1985
- Faust; ford. Jékely Zoltán, Kálnoky László, jegyz. Bódi László, Európa, Budapest, 1986
- Levelek. Válogatás; vál. Walkó György, ford. Görög Lívia, jegyz. Györffy Miklós; Európa, Budapest, 1988